# 재정
재정(財政, public finance)은 국가나 지방공공단체가 맡은 일을 수행하기 위해 하는 경제 활동이다. 국가는 모두 일정한 정부조직을 가지고 일정한 기능의 수행을 위해서는 경비가 필요한데 이 경비를 충당하기 위해서는 수입을 조달해야 한다. 이러한 경비지출과 수입조달의 과정이 재정이다.

## 조세제도
현대국가에 있어서 수입의 대종을 이루는 것은 조세이다. 조세는 국민이 국가에 대하여 지불해야 하는 일종의 화폐적 의무이며 동시에 국가경제의 물질적인 기초재원이다. 따라서 이것은 한편으로는 재정수입의 목적을 가져야 하고 다른 한편으로는 국민 대 국가의 관계에 있어서 조세는 공평하여야 한다. 이러한 이념적인 조세는 그와 동시에 조세 독자(獨自)의 기술적 요구에 제약되면서 현실적 조세로 발전하였다. 이리하여 일정한 과세권(課稅權) 아래 일정한 질서를 가진 현실적인 조세의 통일적인 조직을 조세제도 혹은 조세체계라고 부른다. 현대의 조세제도는 단세제도(單稅制度)와 복세제도(複稅制度)의 2종으로 크게 대별된다. 단세제도란 단일 또는 2,3종의 조세를 세제로 하는 제도이며 복세제도는 몇 가지 종류의 조세를 종합하여 조세로 하는 제도이다. 현대 자본주의국가는 모두 복세제도를 채용하고 있다.

## 예산
예산은 일정기간의 국가경비 및 수입의 예정적 계획이다. 국가활동은 원칙적으로 사경제(私經濟)에서 볼 수 있는 영리추구와 같은 구체적인 목표가 없을 뿐 아니라 그 활동의 성과에 직접 이해관계가 없는 관료에 의하여 운영되기 때문에 국가활동과 이에 수반되는 화폐수지를 합리화하고 집행을 엄정히 하기 위해서는 사전에 체계적인 계획표를 작성할 필요가 있다. 더욱이 현대 민주주의 원칙하에서는 국가의 수지에 대하여 국민의 동의를 얻지 않으면 안 된다. 이러한 의미에서 현대국가의 예산은 국가수지를 합리적으로 정리한다는 국고적 기능뿐 아니라 정부의 모든 정책을 집약적으로 체계화하여 표현한 것으로 의회 내외에서 정치적 토론의 주요한 대상이 된다. 예산안은 행정부에서 편성하여 의회에 제출되며 의회의 최종적인 심의확정을 받아 성립된다.

## 재정정책과 경제안정
현대의 경제안정정책은 고용안정 및 가격의 안정이라는 2원적 목표를 추구하게 된다. 자본주의 경제조직에 있어서는 가격 및 임금통제 등 직접적인 수단은 배척되므로 경제안정을 위한 유효한 조치는 주로 재정 및 금융정책에 한정된다. 그런데, 1930년대 이래 금융통화정책에 대한 신뢰가 무너지고 특히 케인스에 의하여 경제안정을 위한 재정정책의 이론적 토대가 제시된 이래 안정정책에 있어서의 재정정책의 그 유효성이 확인되었다.
재정정책은 일반적으로 조세, 지출 및 공채관리의 3가지 수단에 의하여 실시된다. 조세조치는 세수(稅收)의 구조적 신축성을 조작하는 것 외에 적극적 조치로서 경기변동에 응하여 세율규정, 면세규정 및 공제규정 혹은 조세객체 및 과세표준의 기동적인 변경에 의한다. 공채(公債)관리에 의한 조치는 보정적(補整的) 조세정책 또는 지출에 의하여 발생하는 재정상의 잉여 및 적자(赤字)의 처리와 함께 기존공채의 차환(借換)에 관한 조치를 포함한다. 이러한 보정적 재정정책의 안정효과는 예산의 구조적 신축성을 이용하는 소극적인 조치 이외에 입법적 또는 행정적인 자유재량적 조치에 의해서도 실시된다. 그러나 보정적 재정정책은 공통적으로 1) 시기에 맞는 조치를 취할 수 있는 기능성이 결여되어 있다는 점 2) 정확한 경제예측의 수단이 불충분하다는 점 등의 제약요인을 가지고 있다. 그밖에 3) 보정적 정책은 경제 부조정(不調整)의 원인이 되는 요인을 제거하지는 못한다는 점 4) 증세는 항상 정치적 승인 및 여론의 지지를 받아야 하며 경비의 삭감은 정부의 기능과의 관련하에서 일정한 하한을 가진다는 난점이 있다. 그러므로 안정화를 위한 재정정책은 금융과 임금, 가격, 투자 등의 모든 정책들과 결합되어 실시되어야 효과가 크다.

## 같이 보기
- 대한민국 정부의 재정

## 참조
1. ↑  재정에 관한 현상을 연구하는 학문을 재정학이라고 한다.
2. ↑  재정, 《글로벌 세계 대백과》
3. ↑  조세제도, 《글로벌 세계 대백과》
4. ↑  예산, 《글로벌 세계 대백과》
5. 1 2  재정정책과 경제안정, 《글로벌 세계 대백과》